# Vaudémont
Vaudémont – miejscowość i gmina we Francji, w regionie Grand Est, w departamencie Meurthe i Mozela.
Według danych na rok 1990 gminę zamieszkiwały 53 osoby, a gęstość zaludnienia wynosiła 9 osób/km² (wśród 2335 gmin Lotaryngii Vaudémont plasuje się na 992. miejscu pod względem liczby ludności, natomiast pod względem powierzchni na miejscu 931.).